# 이드로 (이탈리아)

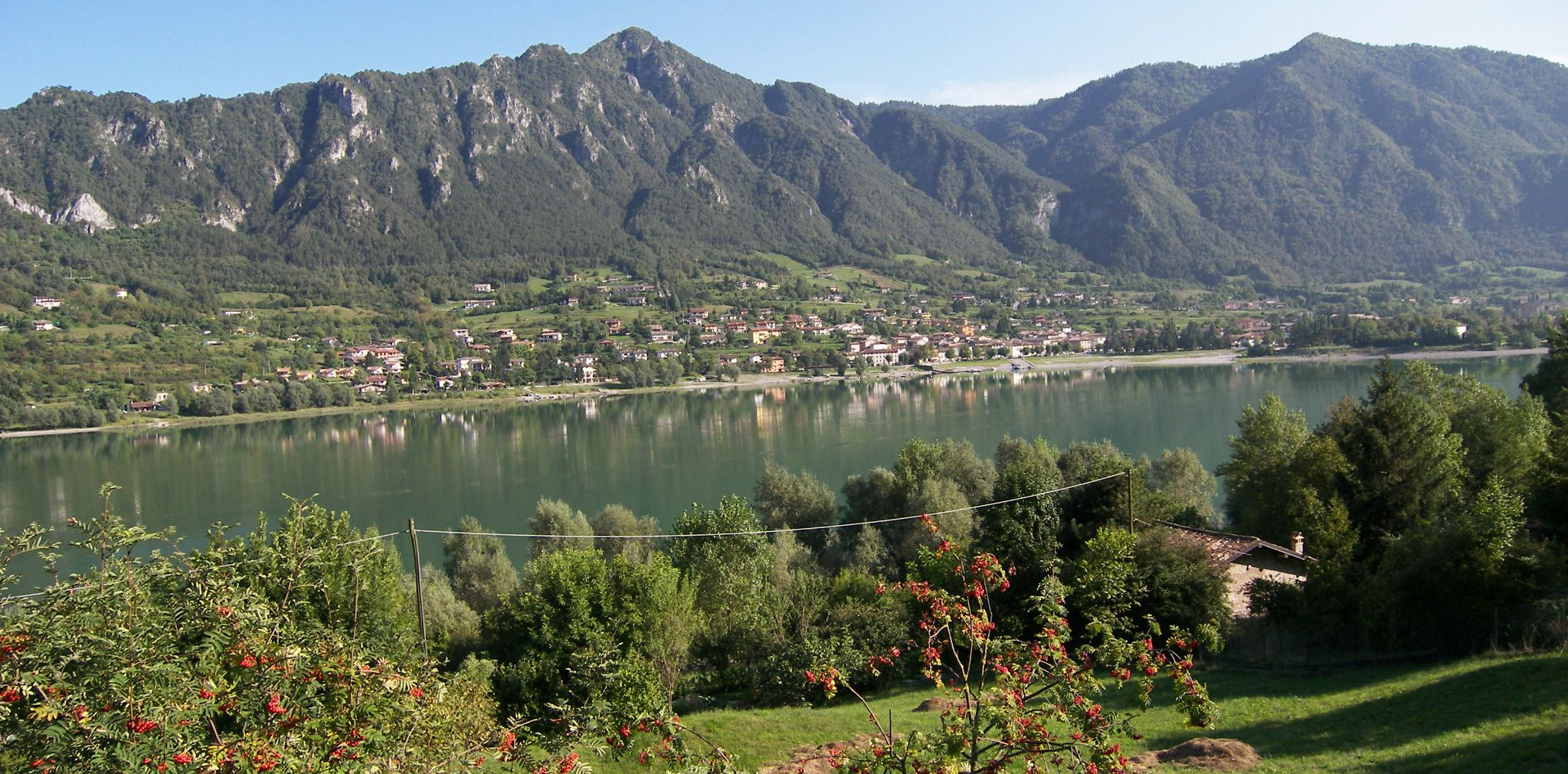

이드로(Idro)는 이탈리아 롬바르디아주 브레시아도의 타운이자 코무네이다. 총 면적은 22.88 제곱 킬로미터, 고도는 368미터이다. 인구 수는 2017년 11월 30일 기준으로 1,937명이다. 이드로호의 남서부 끝쪽 주변에 위치해 있다.